# The Nubians of Plutonia
The Nubians of Plutonia ist ein Jazzalbum von Sun Ra and His Myth-Science Arkestra. Die 1958/59 in Chicago entstandenen Aufnahmen erschienen 1966 (zunächst unter dem Titel „The Lady with the Golden Stockings“) auf El Saturn Records. Das Album wurde im Jahr 1974 von Impulse! Records mit neuem Artwork von John Lykes wiederveröffentlicht. Auf CD erschien das Album 2003 bei Evidence Records in Kombination mit Angels and Demons at Play. In einer erweiterten Fassung wurden die Aufnahmen 2014 von Michael D. Anderson (Sun Ra Music Archive) und Irwin Chusid auf Enterplanetary Koncepts wiederveröffentlicht.

## Hintergrund
Aufgenommen wurde das Material für dieses Album in Chicago 1958-59; laut Sun-Ra-Diskograf Robert L. Campbell wurde es ursprünglich im Jahr 1966 als Saturn SR 9956-11E/F mit dem Titel The Lady with the Golden Stockings herausgegeben. Bereits 1967 erhielt es die Katalognummer 406; Ende 1967 wurde es in The Nubians of Plutonia umbenannt. 1969 erhielt das Album ein neues Cover von Richard Pedreguera. Mit der Umbenennung wollte Sun Ra seine Faszination für den Weltraum und die ägyptische Mythologie betonen.
Dieses Album ist ähnlich wie viele weitere der Alben der Gruppe aus dieser Zeit, darunter Fate in a Pleasant Mood, Visits Planet Earth, Interstellar Low Ways, Angels and Demons at Play und We Travel the Spaceways, aus Stücken von einer Reihe von Sessions zusammenstellt, die Mitte bis Ende der 1950er-Jahre während ihrer Zeit in Chicago stattfanden. Genauere Informationen zum gesamten Personal, das bei diesem Album mitwirkte, blieben unklar; die Recherchen zu den Vokalensembles auf den Tracks 5 und 11 führten dazu, dass von Musikhistorikern die Vokalisten entweder als The Nu Sounds oder The Cosmic Rays bezeichnet werden; doch nach Ansicht der Reissue-Herausgeber Michael D. Anderson und Irwin Chusid  seien diese Gruppen (die mit Sun Ra Mitte der 1950er-Jahre eine Reihe von Singles aufnahmen) nicht dieselben Ensembles, noch seien es Mitglieder gewesen, die sich mit diesen Ensembles überschneiden würden. Die tatsächlichen Sänger auf diesen Tracks gehören möglicherweise keiner der beiden Gruppen an. Da auf der Original-LP Angaben zu den Sessions fehlen, sei jede Identifizierung von Sängern auf diesen Tracks spekulativ, schrieb Irwin Chusid in den Liner Notes der Neuausgabe von 2014. Die Sänger auf „Black Sky“ sind unbekannt und könnten auch zu einem späteren Zeitpunkt als die Originalaufnahme überspielt worden sein. Sun Ras Probenaufnahmen von "Africa" und "Black Sky & Blue Moon" erschienen auf der Kompilation Spaceship Lullaby (Atavistic, 2003).

## Titelliste
- Sun Ra and His Myth-Science Arkestra: The Nubians of Plutonia (El Saturn Records 406)[2]

A1		Plutonian Nights	4:20

A2		The Lady With the Golden Stockings (The Golden Lady)	7:44

A3		Star Time	4:17

B1		Nubia	8:12

B2		Africa	5:06

B3		Watusa	2:33

B4		Aiethopia	7:13

- Sun Ra: The Nubians of Plutonia (Enterplanetary Koncepts, 2014)

1. Plutonian Nights 4:22
2. The Lady with the Golden Stockings (a.k.a. The Golden Lady) 7:45
3. Star Time 4:18
4. Nubia 8:06
5. Africa 5:05
6. Watusa (a.k.a. Watusi) 2:35
7. Aiethopia 7:14
8. Images in a Mirror (Stereo, Previously Unreleased) 3:42
9. Ankhnaton (Stereo, Previously Unreleased) 4:18
10. Spontaneous Simplicity (Stereo, Previously Unreleased) 3:01
11. Black Sky and Blue Moon (Stereo, Previously Unreleased) 03:01

Die Kompositionen stammen von Sun Ra.

## Rezeption
Michael G. Nastos verlieh dem Album in Allmusic viereinhalb Sterne und schrieb, in den späten 1950er-Jahren habe sich Sun Ra von der reinen Bigband-Musik modernen und progressiveren Bigband-Klängen zugewandt; er begann dabei auch Elektronik einzusetzen und verwendete einen mehr auf afrikanischer Musik zentrierten, perkussiven Fokus. Diese Aufnahme demonstriere perfekt diese Qualitäten und mehr. Es seien mehrere definitive Themen aus dem späteren Repertoire des Arkestra enthalten, wie „Nubian“, „Africa“, „Watusa“ und „Aiethopia“ (gemeint ist Äthiopien).
Jason Heller schrieb in Pitchfork Media, The Nubians of Plutonia sei ein gutes Beispiel für die wachsende Bekanntheit von Sun Ra zum Zeitpunkt seines Erscheinens. Mit Anklängen an Bossa Nova und Charles Mingus, die in seinem elefantenhaften Swing erkennbar seien, überschneide sich „The Lady with the Golden Stockings“ (später in „The Golden Lady“ umbenannt) mit dem damals aktuellen Stil, der schließlich als Exotica bekannt wurde – aber anstatt als der Soundtrack für eine Weltraumzeitalter-Junggesellenbude zu dienen, sei dies eine „Weltraumzeitalter-Startrampe für Proto-Funk-Synkopen und Musik der Sphären“.
Nach Ansicht von TJ Gorton (BeatCaffeine) würden die Stücke des Albums die erweiterte Erkundung von Elektronik zeigen, die mit afrikanisch beeinflussten Rhythmen und exotischen Percussion-Grooves verschmolzen würden. Zu den unverzichtbaren Perlen gehörten „Plutonic Nights“, „The Lady with the Golden Stockings“, „Nubia“ und „Africa“.